# Necrophilus subterraneus
Necrophilus subterraneus es una especie poco frecuente del escarabajo carroñero primitivo, miembro de la familia Agyrtidae.

## Distribución
Necrophilus subterraneus se encuentra en las montañas de Europa Central donde es activo en el verano. Suele recolectarse en carroña u otro material en descomposición. Es un insecto nocturno y se alimenta especialmente de cadáveres de caracoles. 